# Mayo-Louti
Mayo-Louti is een departement in Kameroen, gelegen in de regio Nord. De hoofdstad van het departement heet Guider. De totale oppervlakte bedraagt 4 161 km². Er wonen 334 312 mensen in Mayo-Louti.

## Districten
Mayo-Louti is onderverdeeld in drie districten:
- Figuil
- Guider
- Mayo-Oulo